# اختلال ضال (الموسم 2)
عُرض الموسم الثاني من المسلسل الدرامي التلفزيوني الأمريكي اختلال ضال لأول مرة في 8 مارس 2009 واُختتم في 31 مايو 2009. ويتألف من 13 حلقة، مدة كل منها حوالي 47 دقيقة. تم بث الموسم الثاني يوم الأحد في تمام الساعة 10:00 مساءً في الولايات المتحدة على إيه إم سي.

## الحلقات
| ترتيب الحلقة في المسلسل | ترتيب الحلقة في الموسم | العنوان                                     | إخراج          | كتابة                   | تاريخ البث الأصلي | المشاهدين في أمريكا (بالملايين) |
| ----------------------- | ---------------------- | ------------------------------------------- | -------------- | ----------------------- | ----------------- | ------------------------------- |
| 8                       | 1                      | «Seven Thirty-Seven (سبعمائة وسبع وثلاثون)» | براين كرانستون | ج. روبرتس               | 8 مارس 2009       | 1.66                            |
| 9                       | 2                      | «Grilled (مُعذَّب)»                            | تشارلز هايد    | جورج ماستراز            | 15 مارس 2009      | 1.60                            |
| 10                      | 3                      | «Bit by a Dead Bee (لُدغ من نحلة ميتة)»      | تيري ماكدونو   | بيتر غولد               | 22 مارس 2009      | 1.13                            |
| 11                      | 4                      | «Down (الحضيض)»                             | جون داهل       | سام كاتلين              | 29 مارس 2009      | 1.29                            |
| 12                      | 5                      | «Breakage (المقدار المخصوم)»                | يوهان رينك     | مويرا والي-بيكت         | 5 أبريل 2009      | 1.21                            |
| 13                      | 6                      | «Peekaboo (أغمض وافتح)»                     | بيتر ميداك     | ج. روبرتس وفينس غيليغان | 12 أبريل 2009     | 1.41                            |
| 14                      | 7                      | «Negro y Azul (أسود وأزرق)»                 | فيليكس الكالا  | جون شبان                | 19 أبريل 2009     | 1.20                            |
| 15                      | 8                      | «Better Call Saul (من الأفضل الاتصال بسول)» | تيري ماكدونو   | بيتر غولد               | 26 أبريل 2009     | 1.04                            |
| 16                      | 9                      | «4 Days Out (أربع أيام في الخارج)»          | ميشيل ماكلارين | سام كاتلين              | 3 مايو 2009       | 1.27                            |
| 17                      | 10                     | «Over (انتهى)»                              | فيل ابراهام    | مورا والي-باكيت         | 10 مايو 2009      | 1.19                            |
| 18                      | 11                     | «Mandala (ماندالا)»                         | آدم بيرنستاين  | جورج ماستراز            | 17 مايو 2009      | 1.29                            |
| 19                      | 12                     | «Phoenix (فينيكس)»                          | كولن باكسي     | جون شيبان               | 24 مايو 2009      | 1.19                            |
| 20                      | 13                     | «ABQ (ألباكركي)»                            | آدم بيرنستاين  | فينس غيليغان            | 31 مايو 2009      | 1.50                            |

## وصلات خارجية
- قائمة حلقات اختلال ضال  على قاعدة بيانات الأفلام على الإنترنت (بالإنجليزية)